# C小调 (配音员)
C小调（英語：Olivia Tong，1990年12月8日—），本名佟心竹，中国大陸北京配音演员、配音导演，原北斗企鹅工作室成员，现8082Audio配音总监。主要为为动画、动画大电影配音。在动画《你的名字。》中，为女主角宫水三叶配音。在动画《全职高手》中，为女主角苏沐橙配音。在游戏《黑神话：悟空》中，担任配音导演，为女配角萍萍配音。在游戏《真·三國無雙8》与《真·三國無雙 起源》中，为女主角貂蝉配音，并担任《真·三國無雙 起源》配音总监。

## 配音作品
- 粗體字為主演

### 動畫

#### 2013年
- 《十万个冷笑话》（第二季）亚基
- 《血型君》旁白
- 《精灵梦叶罗丽》小野叶

#### 2014年
- 《灵域》唐思琪
- 《妖精的尾巴》中文版（第二季）夏露露、狂华

#### 2015年
- 《十万个冷笑话》（第三季）见鬼篇女主、女怪兽院长、白雪公主、真·刑天、（菊花女篇）女人、怪兽院长（女）
- 《绝对领域》艾米
- 《雏蜂》女助理
- 《狐妖小红娘》主人
- 《我叫白小飞》随从、唯欣
- 《绝地十日》安妮
- 《诡水疑云》小雅
- 《时光诡域》张翠翠

#### 2016年
- 《从前有座灵剑山》（中文版）玲
- 《镇魂街》小柔
- 《灵契》新闻、路人女、花羽
- 《一人之下》柳妍妍
- 《战国FAN》黑起后援团、杀意帮帮众、杏宝宝
- 《狠西游》丁小予
- 《凸变英雄》路人女、小敏妈、小姐
- 《和女儿的日常》妈妈
- 《女生宿舍日常》宿管阿姨
- 《欧布奥特曼：原生之初》（中文版）西冈结衣
- 《墓王之王》神差/沐雪离
- 《我的冒险世界》李葛

#### 2017年
- 《从前有座灵剑山 第二季》玲
- 《全职高手》苏沐橙
- 《墓王之王寒铁斗》神差/沐雪离

#### 2020年
- 《全職高手2》蘇沐橙

### 電影

#### 2012年
- 《银魂：新译红樱篇》铁子、九兵卫

#### 2013年
- 《银魂：最后的万事屋》九兵卫

#### 2015年
- 《头脑特工队》莱莉

#### 2016年
- 《火影忍者：博人传》宇智波佐良娜
- 《疯狂动物城》露露
- 《哆啦A梦：新·大雄的日本诞生》源静香
- 《樱桃小丸子：来自意大利的少年》欣妮
- 《航海王之黄金城》天宝
- 《名侦探柯南：纯黑的恶梦》铃木园子
- 《你的名字。》宫水三叶

#### 2017年
- 《了不起的菲丽西》菲丽西
- 《欢乐好声音》米娜
- 《哆啦A梦：大雄的南极冰冰凉大冒险》源静香
- 《十萬個冷笑話2》小青

#### 2019年
- 《名偵探柯南：紺青之拳》铃木园子[7]

#### 2022年
- 《哆啦A梦：大雄的宇宙小战争 2021》源静香

#### 2023年
- 源静香

### 网络剧
- 《仙剑客栈》赵灵儿（孫雪寧 饰）
- 《器靈》炎槍重黎（孫雪寧 饰）
- 《器靈2》炎槍重黎（孫雪寧 饰）
- 《拜見宮主大人Ⅱ》雨晨（孫雪寧 饰）

### 廣播劇
- 《帝王攻略》 （配音導演）
- 《百妖譜》 （配音導演）
- 《熱搜預定》苗欣
- 《靈契》 銀花羽

### 遊戲
- 《乖离性百万亚瑟王》小龙女、蔷薇
- 《仙剑客栈》赵灵儿
- 《300英雄》新手教学
- 《山海计划》岳飞
- 《真·三國無雙8》貂蟬
- 《黑神话：悟空》萍萍
- 《黑神话：悟空》 （配音導演）
- 《真·三國無雙 起源》貂蝉 （配音总监）